# Holandia (kraina historyczna)

Kraina historyczna Holandia w obecnej Holandii

Holandia (nld. Holland) – kraina historyczna i obszar w środkowo-zachodniej części współczesnego państwa Holandia. Nazwa Holland odnosi się do historycznie wyodrębnionej części kraju, która obecnie podzielona jest na dwie prowincje – Holandię Północną (Noord-Holland) i Holandię Południową (Zuid-Holland) lub do wiele większego terenu, na którym położone było historyczne Hrabstwo Holandii (Graafschap Holland) w Świętym Cesarstwie Rzymskim. Później stało się główną siłą w Republice Zjednoczonych Prowincji. Wiele ludzi, przede wszystkim spoza Holandii, używa terminu Holandia jako synekdochę bądź pars pro toto, w odniesieniu do całego kraju.

## Położenie
Na zachodzie kraina ta graniczyła a z Morzem Północnym, na wschodzie z jeziorem IJsselmeer i obecnymi prowincjami Geldria oraz Utrecht, a na południu graniczyła z dzisiejszymi prowincjami Brabancja Północna i Zelandia. 
Holandia, która długi czas jako hrabstwo tworzyła jednostkę polityczną, w roku 1840 została podzielona na dwie prowincje Holandię Południową (Zuid-Holland) i Holandię Północną (Noord-Holland). Jej północna granica znajduje się koło Den Helder i wyspy Texel, południowa zaś w delcie Renu-Mozy-Skaldy. Na terenie krainy historycznej leżą duże miasta takie jak, Haga (Den Haag), Rotterdam i Amsterdam, które należą do konurbacji Randstad. W zachodniej części, nad Morzem Północnym, wzdłuż wybrzeża znajdują się wydmy, w głąb lądu płaskie poldery. Większość terenu krainy leżała poniżej poziomu morza.
Nazwa krainy Holland pojawia się po raz pierwszy w roku 866 jako „Holtland” (pol. „kraj drewna”, „kraj lasu”) dla określenia okolicy Haarlemu. W wielu językach określa się, przynajmniej potocznie, Holandię (Holland) jako oficjalną nazwę państwa Holandia (Nederland). Świadczy to o dużym znaczeniu Holandii w Republice Zjednoczonych Prowincji, która powstała w połowie XVI w.
Przed podziałem krainy na dwie prowincje, ok. 29% jej mieszkańców stanowili Holendrzy. Obecnie w Holandii Północnej i Holandii Południowej mieszka razem 6 816 947 osób (1 stycznia 2024), tj. 38% ogólnej populacji Holandii. Tereny miejskie obu prowincji, jak również prowincji Utrecht oraz miasta Almere w prowincji Flevoland nazywane są Randstad.

## Historia
Pod panowaniem Oktawiana Augusta w Starożytnym Rzymie tereny krainy określano jako Germania. Po setkach lat niezależności Fryzów, tereny krainy stały się częścią Królestwa Franków, a następnie Świętego Cesarstwa Rzymskiego. W 1384 r. tereny przeszły pod panowanie francuskich Niderlandów Burgundzkich. W 1430 Hrabstwo Holandii przeszło pod panowanie dynastii burgundzkiej, a w 1477 r. po śmierci ostatniego księcia burgundzkiego Karola Śmiałego pod panowanie Habsburgów. Po Habsburgach na tym terenie rządziły Niderlandy Hiszpańskie.
Od 1581 r. Hrabstwo Holandii było wiodącą prowincją Republiki Zjednoczonych Prowincji. Podczas czasów napoleońskich powstało na tym terenie Królestwo Holandii (1806-1810), które swoja powierzchnią obejmowało prawie całą, obecną Holandię. Ażeby zmniejszyć dominację Holandii, pod względem politycznym, kulturowym i społecznym, w roku 1840 podzielono ją na Holandię Południową (Zuid-Holland) i Holandię Północną (Noord-Holland)